# Salaan Carrabey
Salaan Mahamud Hirsi ( somali : Salaan Maxamuud Xirsi, arabe : سلام محمود حرسي ) né en 1850 et mort en 1943, plus connu sous le nom de Salaan Carrabey, est un célèbre poète issu la sous-division Adan Madoba du clan Habr Je'lo lui même issu du clan Isaaq,,.

## Biographie
Salaan est né en 1850 dans la ville de Beer dans la région de Togdheer au Somaliland. Il termine son éducation coranique à Beer, après quoi il épouse une femme du clan Ahmed Garad/Reer-Darwiish. il travaille alors comme marchand à Aden, en Inde et en Afrique de l'Est. Polyglotte, il apprenait de nombreuses langues tout au long de sa vie de commerçant, notamment l'arabe, l'anglais, le swahili, l'hindoustani et l'amharique.

## Poésie
La poésie de Salaan est très riche et il est une figure notable et un participant à la chaîne de transmission de poésie somalienne. La plus la plus célèbre de cette chaîne de transmission est connue sous le nom de série Guba dans laquelle les poètes légendaires Isaaq et Darood échangent des vers vantards et acérés. Il a incorporé sa connaissance de l'arabe, de l'anglais, du swahili et de l'hindoustani dans sa poésie. L'érudit et linguiste somalien Musa Haji Ismail Galal a enregistré à la radio plusieurs de ses œuvres.

## Œuvres

### Mayn
Après que Salaan soit parti pendant quelque temps de Burao, à son retour, les habitants lui ont demandé de réciter quelque chose. Sa réponse fut le poème Mine

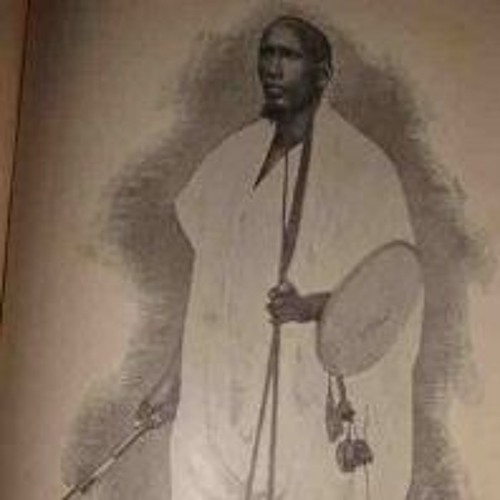
Salaan Carrabey

 

### War Toolow Colka Jooja
Dans le cadre d'un conflit plus large dans le temps, surviennent de violents combats entre les sous-clans Ahmed Farah et Rer Dahir, tous deux appartenant au sous-clan Nuux plus large des Habr Je'lo. Face à l'impossibilité de trouver une solution, les deux sous-clans décidenr de régler le différend par la bataille, comme c'est l'usage chez les Somalis. Alors que les guerriers se rassemblent sur le champ de bataille, un cheikh célèbre et respecté nommé Fiqi Hasan marchait entre eux, lisant le Coran tout en traduisant simultanément des versets pour son auditoire, pour leur rappeler les résultats dévastateurs des conflits entre proches, comme tout en rappelant aux parties belligérantes leurs devoirs envers l'Islam. L'un des hommes présent réagit en retirant le Coran des mains d'Hasan et Salaan s'est alors en disant au Cheikh qu'il parlait une langue que ces hommes comprenaient (la poésie). Il a ensuite récité un de ses poèmes désormais célèbre intitulé War Toolow Colka Jooja.
Il est dit que lorsque Salaan Carrabay eut terminé le poème, les deux factions ennemies, impressionnées, se désengagèrent et se séparèrent, évitant ainsi de nouvelles effusions de sang.

### Haadaaqsi
Après une série de victoires des Habr Je'lo sur les Dhulbahante au cours desquelles ils ont capturé de nombreux puits et grandement affaibli leurs adversaires, Salaan Carrabey composa ce poème vantard appelé Haadaaqsi. La victoire la plus importante fut la prise du célèbre puits d'Aynabo. Hadaaqsi fait partie de la série Guba.

## Mort
Salaan est mort en 1943 à Burao, alors Somaliland britannique (aujourd'hui Somaliland ).